# Gonzalo Tapia
Pour les articles homonymes, voir Tapia.
Gonzalo Tapia, né le 18 février 2002 à Las Condes au Chili, est un footballeur international chilien. Il évolue au poste d'ailier droit au São Paulo FC, en prêt de River Plate.

## Biographie

### En club
Né à Las Condes au Chili, Gonzalo Tapia est formé par l'Universidad Católica, qu'il rejoint à l'âge de dix ans, et devient un élément important dans les différentes catégories de jeunes. Il fait sa première apparition en professionnel le 5 septembre 2020, en championnat face au Coquimbo Unido. Il entre en jeu à la place d'Edson Puch et son équipe s'impose par quatre buts à un,.
Tapia inscrit son premier but en professionnel le 19 janvier 2021, à l'occasion d'une rencontre de championnat face au CD Everton. Titulaire, il égalise d'un but de la tête et les deux équipes se neutralisent (1-1 score final).
Le 4 janvier 2025, après avoir refusé de prolonger son contrat avec l'Universidad Católica, Gonzalo Tapia rejoint librement le club argentin de River Plate pour un contrat courant jusqu'en décembre 2028.
Le 18 juillet 2025, Gonzalo Tapia prend cette fois la direction du Brésil en étant prêté par River Plate au São Paulo FC jusqu'en juin 2026. Le club dispose d'une option d'achat sur le joueur.

### En sélection
Avec les moins de 20 ans, Tapia inscrit deux buts en deux matchs joués, en 2020.
En janvier 2024 il est sélectionné avec l'équipe du Chili Olympique pour participer au Tournoi pré-olympique de la CONMEBOL 2024.

## Statistiques

### En sélection nationale
| Saison                | Sélection             | Phases finales        | Phases finales | Phases finales | Phases finales | Éliminatoires CDM | Éliminatoires CDM | Éliminatoires CDM | Matchs amicaux | Matchs amicaux | Matchs amicaux | Total | Total | Total |
| Saison                | Sélection             | Compétition           | M              | B              | Pd             | M                 | B                 | Pd                | M              | B              | Pd             | M     | B     | Pd    |
| --------------------- | --------------------- | --------------------- | -------------- | -------------- | -------------- | ----------------- | ----------------- | ----------------- | -------------- | -------------- | -------------- | ----- | ----- | ----- |
| 2021-2022             | Chili                 | -                     | -              | -              | -              | -                 | -                 | -                 | 0              | 0              | 0              | 0     | 0     | 0     |
| 2024-2025             | Chili                 | -                     | -              | -              | -              | 3                 | 0                 | 0                 | -              | -              | -              | 3     | 0     | 0     |
| Total sur la carrière | Total sur la carrière | Total sur la carrière | -              | -              | -              | 3                 | 0                 | 0                 | 0              | 0              | 0              | 3     | 0     | 0     |

## Palmarès
Universidad Católica
- Championnat du Chili (2) :
  - Champion : 2020 et 2021.